# Ita Mees
Maria (Ita) Kreunen Mees (Rotterdam, 10 april 1891 – Hoenderloo, 22 februari 1971) was een Nederlands kunstnaaldwerkster en toneelactrice.

## Levensloop
Ita Mees was een lid van de familie Mees en een dochter van scheepsbouwmeester Joan Mees Mzn (1861-1940), lid van de firma Bonn & Mees, en Alida Loopuyt (1864-1926).  Ze werd opgeleid aan de Haarlemse Kunstnijverheidsschool als een leerling van Klaas van Leeuwen, die haar portret tekende. Ze exposeerde tijdens de Eerste Huisvlijttentoonstelling van de Volksbond in Hilversum (1909), waar ze twee eervolle vermeldingen kreeg. Ze sloot in 1913 aan bij de Vereeniging tot Bevordering van het Onderwijs in de Handenarbeid. Als vrijwilligster bij de Haarlemse stadsbibliotheek verzamelde en sorteerde ze oude toneelstukken. Ze stond zelf als actrice op de planken bij de Haarlemsche Toneel Club, waarvoor ze ook kostuums ontwierp, teksten bewerkte en regisseerde. In 1913 bewerkte ze met Willy Warnaars het blijspel De wilde jacht (naar Ludwig Fulda). In 1916 publiceerde ze de blijspelen Bekentenissen (vrij naar The Duet van Arthur Conan Doyle) en 't Boottochtje (vrij naar Henry V. Esmond), die in de serie Dilettanten-toneel werden uitgegeven bij Tjeenk Willink. 
Jan Kreunen
Mees kreeg een relatie met de graficus Jan Kreunen (1892-1918). Hij was na zijn studie aan de Kunstnijverheidsschool naar Duitsland getrokken, en werkte onder Josef Hoffmann bij de Wiener Werkstätte. Bij het uitbreken van de Eerste Wereldoorlog keerde hij als freelance ontwerper terug naar Haarlem. Kreunen ontwierp onder meer dessins voor stoffen die door De Bijenkorf werden verkocht en het decor voor koektrommels van Verkade. Hij maakte ook borduurontwerpen, die door Mees werden uitgevoerd. In 1916 speelden ze samen bij de Haarlemsche Toneel Club als heks en vedelaar in het blijspel De Heks van Over-Holland of eene Schaking aan de Vecht van Balthazar Verhagen. Ze waren bovendien samen verantwoordelijk voor ontwerp en uitvoering van de kostuums en voor het decorontwerp. In 1917 exposeerde het tweetal in het Nutsgebouw aan de Zijlstraat in Haarlem, met sierwerk en affiches van Kreunen en kunstnaaldwerk van Mees. In maart 1918 gingen de twee in ondertrouw, maar het huwelijk werd uitgesteld omdat Jan ziek werd. Hij overleed een aantal maanden later, op 12 juni 1918, aan de Spaanse griep. Mees voerde sindsdien de naam Kreunen-Mees en kreeg in 1920 toestemming haar achternaam officieel te wijzigen naar Kreunen Mees. In 1920 liet ze tijdens de tentoonstelling 'Het huis en zijne inrichting' in het Paleis voor Volksvlijt in Amsterdam kunstnaaldwerk zien, naar het ontwerp van Kreunen. Later schonk ze werk van hem aan de Stichting Schone Kunsten rond 1900, waarvan de collectie wordt beheerd door het Drents Museum. Van 1918 tot 1920 schreef ze artikelen voor het blad De vrouw en haar huis, onder meer over het werk van Ragnhild d'Ailly, Jo Buekers, Berhardina Midderigh-Bokhorst en Margaret Kropholler.
Zuid-Afrika
Mogelijk kwam Kreunen Mees via familie van moederskant in Zuid-Afrika terecht, haar oom Jacob Loopuijt was viceconsul van Nederland in Kaapstad. Ze verzorgde op 31 augustus 1921 in Kaapstad voor de consul en zijn gasten een dansoptreden met een groep in Hollands kostuum, ter gelegenheid van de verjaardag van koningin Wilhelmina. Op 26 oktober 1922 trouwde ze in Pretoria met Friedrich Wilhelm Neethling (1886-1960). Hij was landbouwer en hield zo'n 1500 schapen op Swerverskraal, onder Potgietersrus (Transvaal). In deze periode vertaalde ze voor de actrice Anna Klaasen Madame Sans-Gêne, een historisch drama van Victorien Sardou en Émile Moreau, in het Afrikaans. In 1934 ging het echtpaar uit elkaar, een aantal jaren later hertrouwde hij met haar zus Alida Joanna Mees (1901-1982).
Kreunen Mees keerde terug naar Nederland en vestigde zich op de Veluwe. Ze kocht een landhuis in Hoog-Baarlo onder Hoenderloo, dat in 1921 voor de familie Kröller-Müller was gebouwd. Het huis kreeg de naam Windewaai, naar de kuststreek in Zuid-Afrika waar ze eerder geregeld kwam. Ze hield zich bezig met het fokken en showen van Cairnterriërs. Ze werd bestuurslid van de Vereniging Vrienden van de Hoge Veluwe. In 1950 richtte ze met haar zus Petronella (1895-1951) de stichting De Drie Lichten op, die subsidies verstrekt voor Nederlands medisch-wetenschappelijk onderzoek. Ita Kreunen Mees overleed op 79-jarige leeftijd, haar lichaam had ze beschikbaar gesteld voor de medische wetenschap.

## Enkele publicaties
- 1916: Bekentenissen : jonge huishoudelijke idylle. Haarlem: H.D. Tjeenk Willink.
- 1916: 't Boottochtje. Haarlem: H.D. Tjeenk Willink.
- 1918: "Vrouweninzicht over theorie en praktijk", De vrouw en haar huis, 13 (november 1918), p. 204-207.
- 1919: "Wandversiering voor de kinderkamer. Werk van B. Midderigh-Bokhorst", De vrouw en haar huis, 14 (oktober 1919), p. 252-256.
- 1919: "Edelsmeedkunst. Werk van Jacoba Buekers", De vrouw en haar huis, 14 (december 1919), p. 154-156.
- 1920: "Het Leidsche Volkshuis en zijn Lentefeest", De vrouw en haar huis", Jaargang 2 (1920), nr. 1.
- 1920: "Batikwerk van Ragnhild d'Ailly", De vrouw en haar huis, 15 (augustus 1920), p. 108-111.

- RKD-Nederlands Instituut voor Kunstgeschiedenis: 111803